# Геопоетика
Геопоетика је издавачка кућа из Београда, Србије, основана 1993. године посвећена издавању квалитетне кљижевности, капиталних дела и пробраних аутора. У десетак едиција ове издавачке куће могу значајних дела домаће и светске књижевности, налазе се књиге из области историје, теорије уметности, рокенрола, археологије, психологије.
Њени сарадници су носиоци бројних награда и признања од којих се издвајају Награда „Милош Ђурић“ и Награда друштва књижевника Војводине за најбоље преводе на српски језик.